# 巴斯金嶺 (亞利桑那州)
巴斯金嶺（英語：Basking Ridge）是位於美國亞利桑那州馬里科帕縣的一個非建制地區。該地的面積和人口皆未知。

## 地理
巴斯金嶺的座標為33°38′22″N 111°56′12″W / 33.63944°N 111.93667°W，而該地的平均海拔高度為461米（即1512英尺）。